# Straż miejska
Le Guardie civiche (in polacco Straż miejska) sono delle forze di polizia locale che operano in certe municipalità polacche di concerto con la Policja. Le attuali Guardie civiche vengono istituite dopo la caduta del comunismo per "controbilanciare" la forza centralizzata di Polizia. 

Le guardie civiche hanno meno poteri della Policja (a titolo di esempio, non possono arrestare) e hanno giurisdizione solo nella propria città. Tendenzialmente assistono la Policja nei compiti di sicurezza stradale e di ordine pubblico. 

Gli agenti sono equipaggiati con manganelli, manette, gas urticante e, in certi casi, con Taser. Essendo gestite dalle municipalità, hanno uniformi e livree automobilistiche diverse da città a città.

## Galleria d'immagini

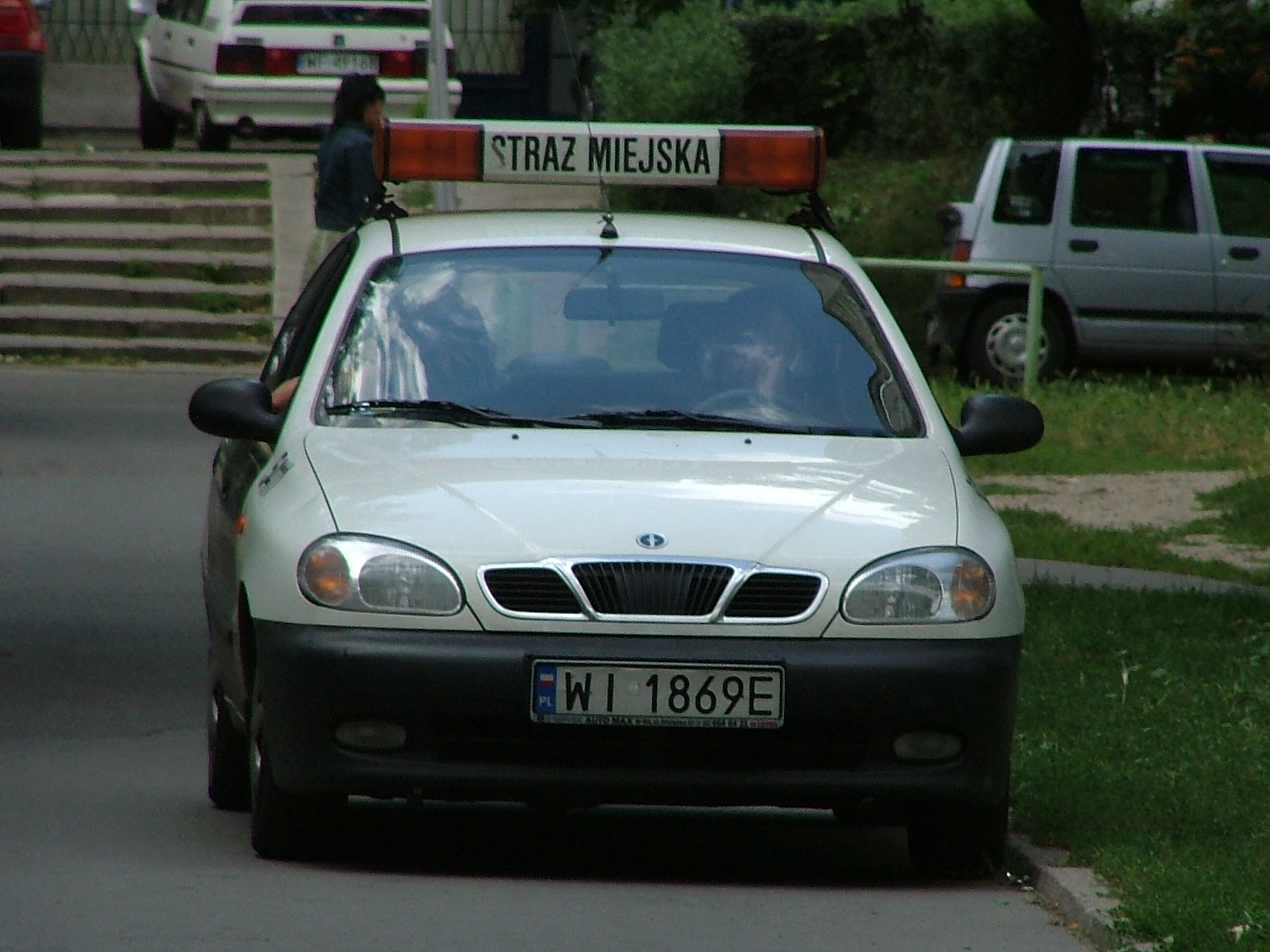
Varsavia
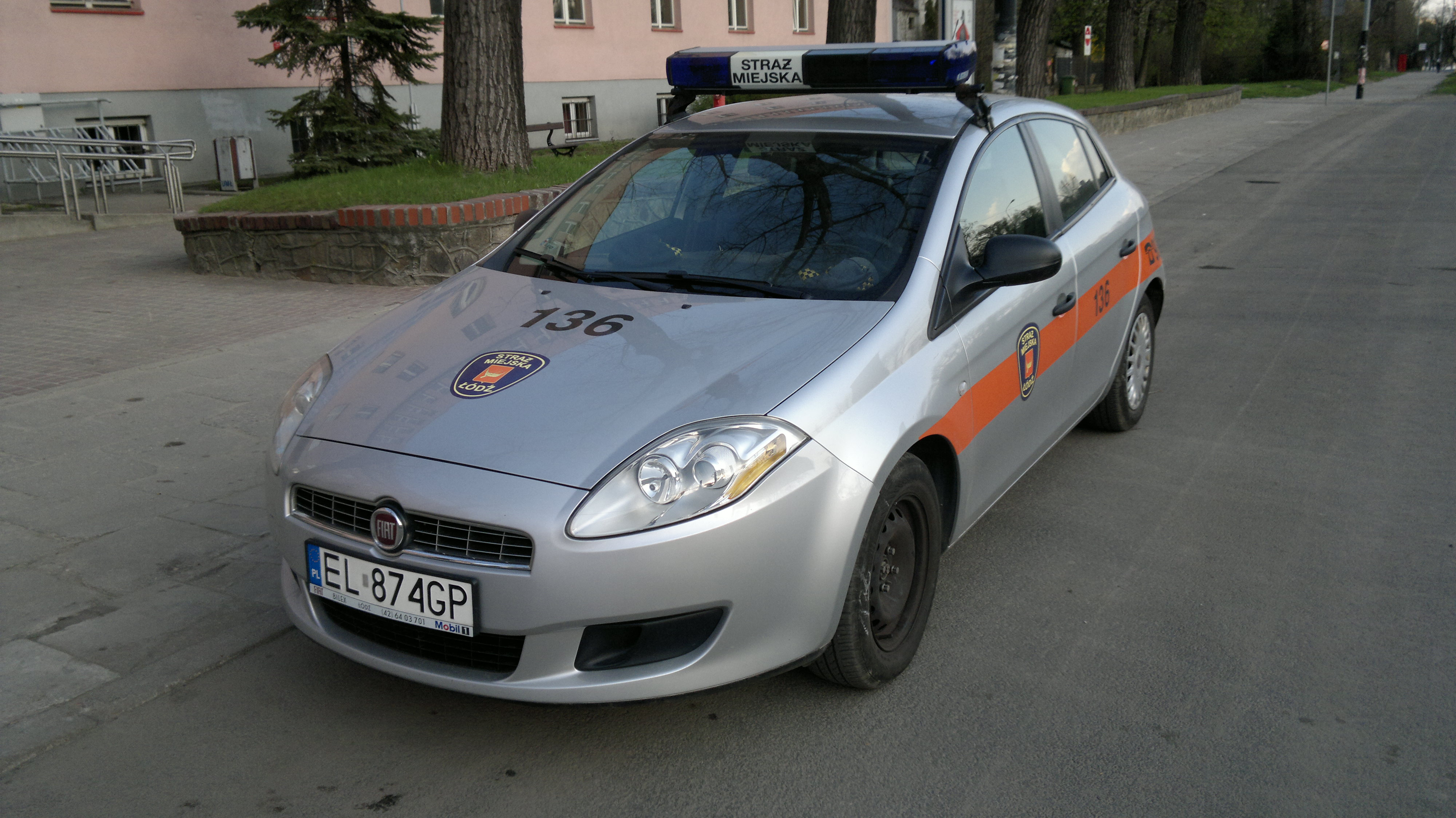
Łódź
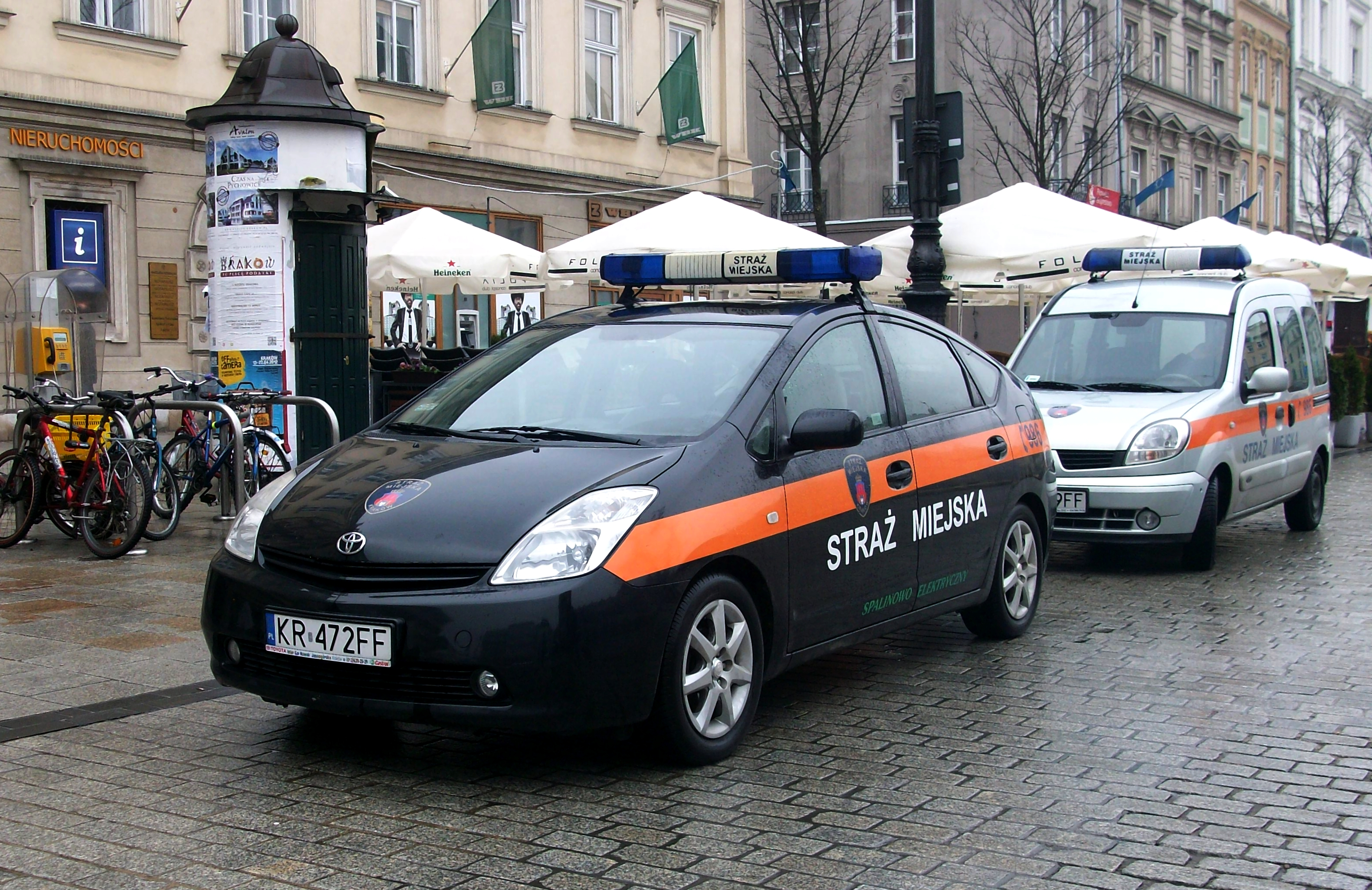
Cracovia
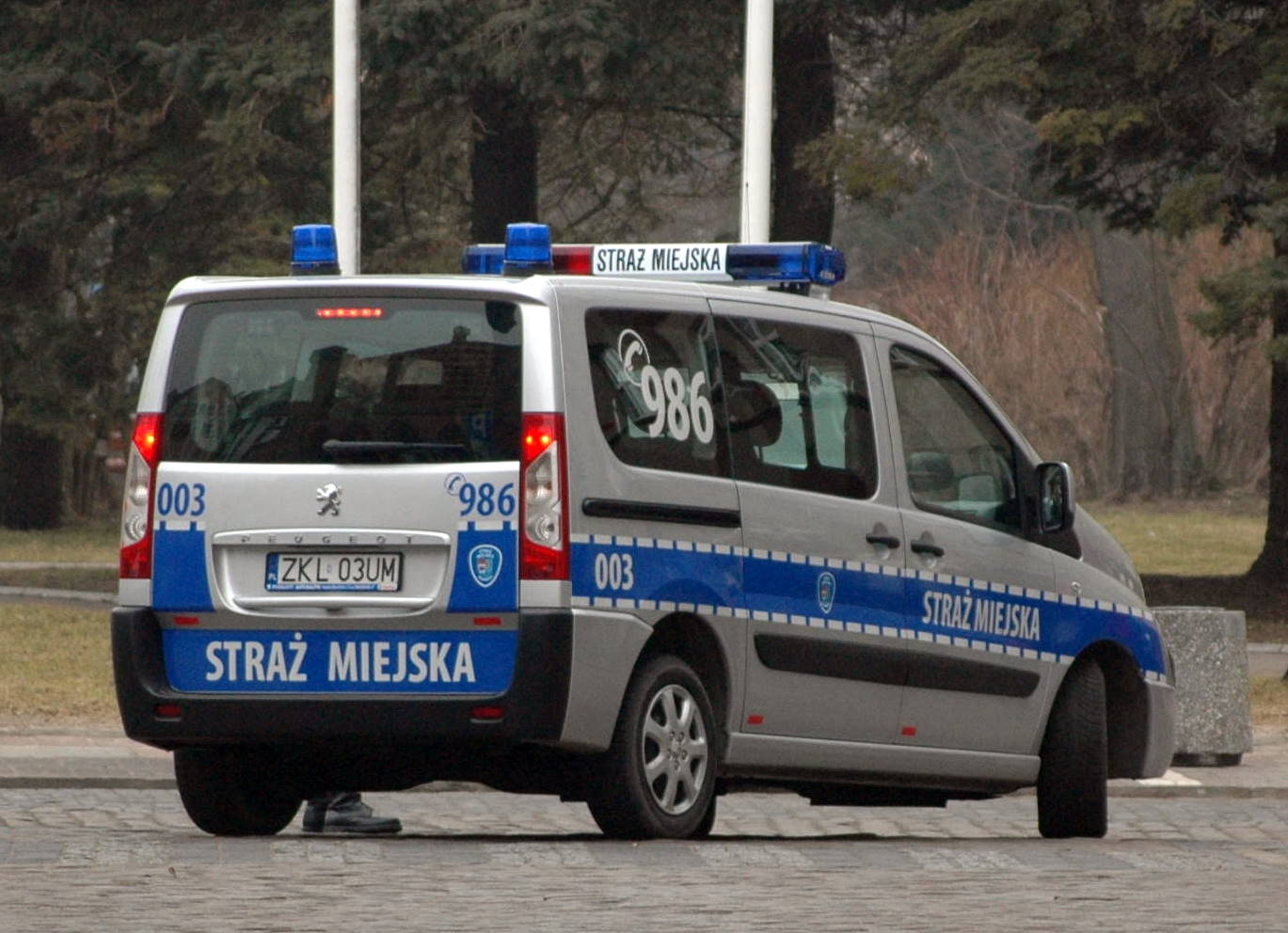
Kołobrzeg
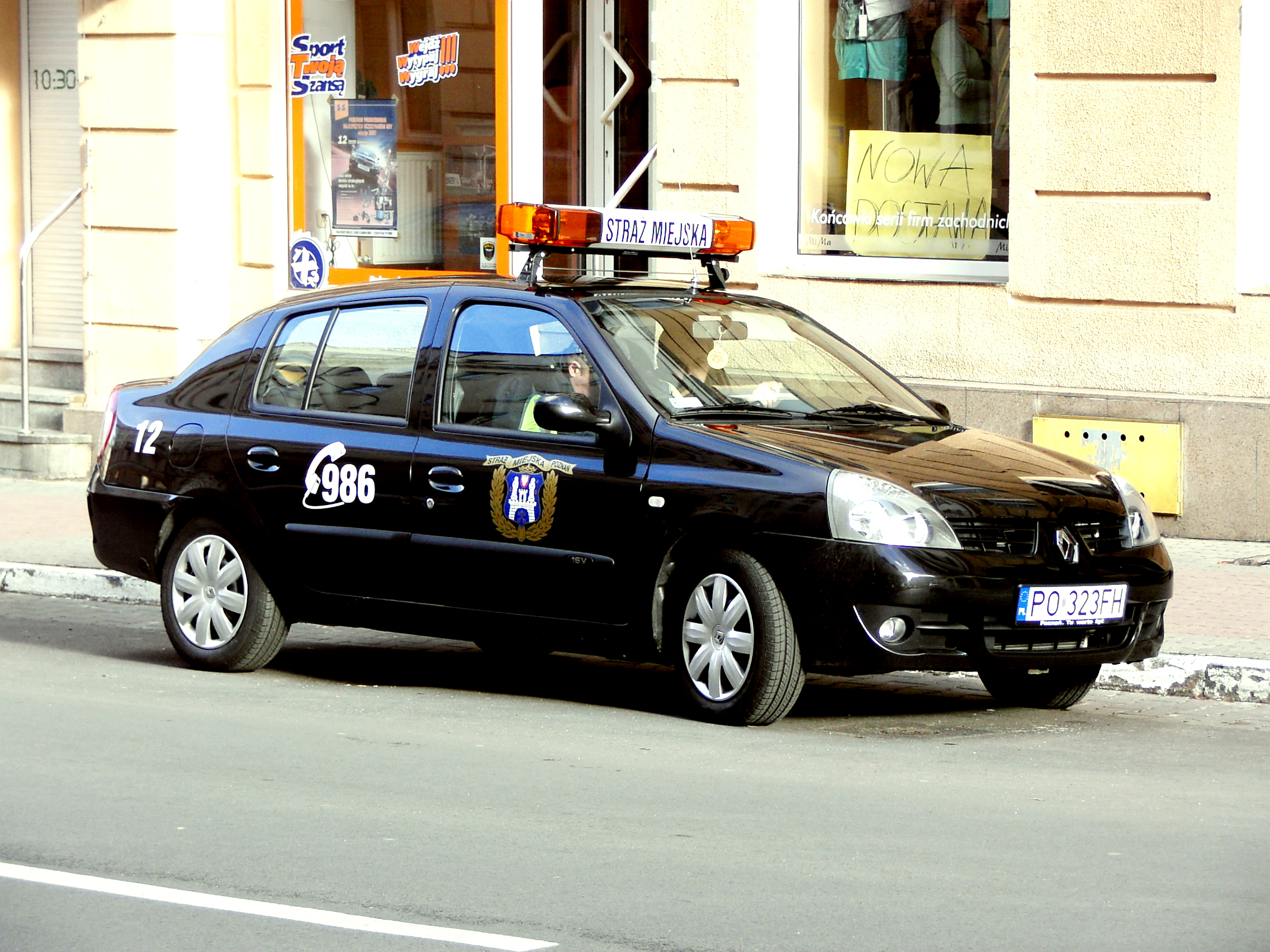
Poznan